# Каунас
Кау̀нас (на литовски: Kaunas) е град в централна Литва, втори по население в страната и бивша нейна столица. Населението му е около 305 120 души (1 януари 2023).
Административен център е на Каунаски окръг, както и на районната Каунаска община, без да е част от нея. Самият град е обособен в самостоятелна градска община с площ 157 km².

## Наименование
Името „Каунас“ има литовски произход и вероятно произлиза от лично име. В миналото градът е известен и с традиционната славянизирана форма на това наименование – Ковно (на полски: Kowno; на беларуски: Коўна; на руски: Ковно; на идиш: קאָװנע). На немски е използвано и името Kauen.

## География
Градът се намира в историко-етнографската област Аукщайтия. Разположен е при вливането на река Нерис в река Неман.

## История
По археологически данни мястото на съвременния град Каунас е обитавано още от VII-VI хилядолетие пр.н.е., а от II-I хилядолетие пр.н.е. са известни богати находки от керамика и други предмети от местността при вливането на Нерис и Неман, както и от други части на града.
На мястото на днешната стара част на Каунас, при сливането на двете големи реки, съществува селище поне от X век. Според легендата градът е основан през 1030 година, но е споменат за първи път в известни писмени източници чак през 1361 година. През XIII век е построена каменна стена за защита на града от постоянните нападения на Тевтонския орден. Тевтонските рицари успяват да превземат града през 1362 година и разрушават Каунаския замък, защитаван от княз Войдат. Превземането на Каунас се смята за една от най-значимите победи на тевтонците през XIV век в техните войни срещу Литва. Замъкът е възстановен в началото на XV век.
През 1408 г. на града са дадени магдебургски права от Витаутас Велики. Оттогава Каунас започва да се развива като важен град с търговски пътища и речно пристанище. През 1441 г. се присъединява към Ханза. През 16 век в Каунас вече има училище, болница и аптека и е сред най-добре устроените градове във Великото литовско княжество.
17 и 18 век се оказват неблагоприятни за Каунас. През 1665 г. Русия напада няколко пъти града, а през 1701 г. Каунас е окупиран от Швеция. Чума поразява града през 1657 и 1708, а пожари го спохождат през 1731 и 1732 г. След разделянето на Жечпосполита (полско-литовската държава) през 1795 г. градът е окупиран от Русия. Великата армия на Наполеон преминава през р. Неман през 1812 г., а градът е опустошен още 2 пъти през същата година.
По време на разделянето е сред центровете на Ноемврийското въстание (1830 – 1831) и Януарското въстание (1863 – 1864). Русия формира голям гарнизон в града, за да предотврати потенциалните проблеми с местното население. От 1842 година е център на Ковненска губерния.
През 1862 г. е изградена железопътна линия, свързваща Русия с Германия. Каунас се превръща във важен железопътен възел. През 1898 г. е пусната първата електроцентрала. След като руските болшевики завземат столицата Вилнюс през 1919 г., правителството на Република Литва се мести в Каунас. По-късно Полша присъединява Вилнюс, а Каунас става столица на Литва.
Между 2-те световни войни промишлеността в Каунас процъфтява и той става най-големият град в Литва. През 1940 г. се създава Литовска ССР, заедно с Каунас, която влиза в състава на СССР. По времето на Втората световна война градът е подложен на тежки нападения по време на германската окупация (1941 – 1944) и е изградено гето, в което умират повече от 30 000 евреи. По съветско време градът е възстановен и става главен индустриален център в Литва, като една 1/4 от индустрията се държи от Каунас. Първите тролейбуси са пуснати през 1966 г.

## Население
Населението на града възлиза на 348 635 души (2010). Гъстотата е 2221 души/км2.

### Численост
| Година | Жители  |
| ------ | ------- |
| 1723   | 28 000  |
| 1796   | 8500    |
| 1813   | 3000    |
| 1825   | 5000    |
| 1840   | 8500    |
| 1860   | 23 300  |
| 1897   | 71 000  |
| 1923   | 92 000  |
| 1940   | 154 000 |
| 1959   | 214 000 |
| 1966   | 275 000 |
| 1989   | 418 087 |
| 2001   | 378 943 |

### Етнически състав
1. литовци – 92,9%
2. руснаци – 4,4%
3. украинци – 0,5%
4. поляци – 0,4%
5. други – 1,8%

## Управление

### Административно деление
Административно градът е разделен на 12 енории (seniūnijos).
| - Алексотас - Вилямполе - Гричупис - Дайнава - Ейгуляй - Жалякалнис | - Калнецяй - Панемуне - Петрашюнай - Центрас - Шанчяй - Шиляняй |

## Икономика

### Транспорт
В Каунас има 16 тролейбусни и 34 автобусни линии. Градът е сред най-големите речни пристанища в рамките на балтийските държави. Разположен е в Централна Литва и има добре развит транспорт. Международното летище може да обслужва годишно 300 000 пътници и 10 000 тона товари.

## Инфраструктура

### Образование
Каунас често е наричан „студентски град“, тъй като в университетите в града учат над 25 000 студенти.
1. „Vytautas Magnus University“
2. Каунаски медицински университет
3. Каунаски технологичен университет
4. Литовски земеделски университет Архив на оригинала от 2005-07-03 в Wayback Machine.
5. Литовска академия по физическо възпитание
6. Литовска ветеринарна академия
7. Каунаски факултет по хуманитарни науки към Вилнюския университет
8. Каунаски бизнес-колеж
9. Каунаски колеж Архив на оригинала от 2005-10-24 в Wayback Machine.

## Култура

### Спорт
В Каунас функционира баскетболният клуб „Жалгирис“.
ФК Кауно Жалгирис е литовски футболен клуб.
ФК Стумбрас е литовски футболен клуб.
Най-големият стадион има капацитет 9000 души и се казва „С. Дариаус ир С. Гирено Спорто Центрас“.

## Известни личности
Родени в Каунас
- Валдас Адамкус (р. 1926), политик
- Донатас Банионис (1924 – 2014), актьор
- Викинтас Вайткевичус (р. 1974), историк
- Юдита Вайчюнайте (1937 – 2001), поетеса
- Ема Голдман (1869 – 1940), американска общественичка
- Саломея Заксайте (р. 1985), шахматистка
- Клара Заменхоф (1863 – 1924), общественичка
- Еманюел Левинас (1906 – 1995), френски философ
- Шарунас Марчюльонис (р. 1964), баскетболист
- Рута Мейлутите (р. 1997), плувкиня
- Херман Минковски (1864 – 1909), германски математик
- Арвидас Сабонис (р. 1964), баскетболист
- Саулиус Сквернялис (р. 1970), политик
- Мариус Станкевичус (р. 1981), футболист
- Варвара Степанова (1894 – 1958), художничка
- Инга Янкаускайте (р. 1981), актриса

Починали в Каунас
- Ромас Каланта (1953 – 1972), дисидент